# IGA (supermarché)
Pour les articles homonymes, voir IGA.

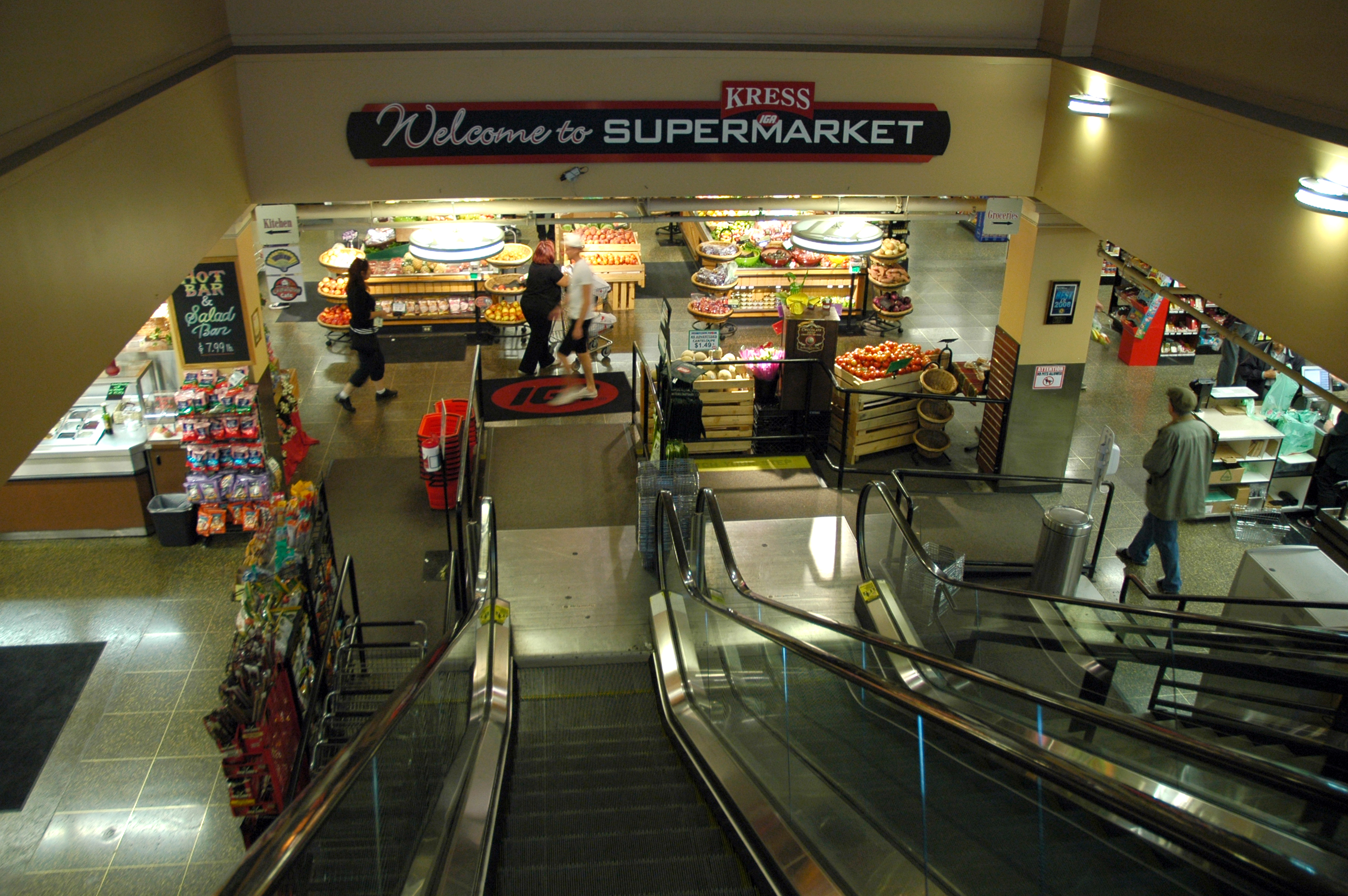
À l'intérieur d'un supermarché d'IGA aux États Unis en 2011.

IGA, sigle de Independent Grocers Alliance (en français : Alliance des épiciers indépendants), est une chaîne d’épicerie de 4 000 franchisés, présente dans de nombreux pays (principalement aux États-Unis, au Canada et en Australie) et desservie par 37 fournisseurs indépendants. Son siège social se situe à Chicago, aux États-Unis. Au Canada, Empire (Sobeys) exploite les magasins IGA indépendants (avec des marchands-propriétaires affiliés) des magasins IGA ailleurs dans le monde. Le siège social de Sobeys se situe à Stellarton, en Nouvelle-Écosse. Elle est la plus importante chaîne de supermarchés d'alimentation au Québec

## Histoire
IGA a été fondée en mai 1926 par l'association de 100 détaillants indépendants de Poughkeepsie, New York et de Sharon, Connecticut, dirigés par J. Frank Grimes. Les conseils de la direction d'IGA ont d'abord été en marketing. Après quelques années, l'entreprise a commencé à fabriquer sa propre marque de conserves. En 1930, elle avait plus de 8 000 épiceries. En 2023, elle avait 717 détaillants dans 38 États et territoires aux États-Unis .

## Australie
En 2024, IGA compte 1 300 magasins dans toute l'Australie.

## Au Canada
À l'exception de la Colombie-Britannique, où 45 magasins sont exploités par HY Louie Co., les magasins IGA du Canada sont des franchises gérées et approvisionnées par le distributeur Sobeys. L'enseigne est aujourd'hui principalement représentée au Québec, avec 296 magasins (en 2019). En 2022, elle est aussi présente dans les provinces du Nouveau-Brunswick (11 magasins), de l’Ontario (1 magasin), du Manitoba (5 magasins), de la Saskatchewan (3 magasins), de l’Alberta (24 magasins) et de la Colombie-Britannique (2 magasins exploités par Sobeys). Lors des Jeux olympiques se déroulant à Paris en 2024, IGA était l’épicerie officielle des équipes canadiennes olympiques et paralympiques .

### En Ontario
En août 2006, le groupe Sobeys a annoncé que les magasins franchisés IGA d'Ontario devaient passer sous les bannières Foodland, Price Chopper ou Sobeys. Sobeys a proposé d’acheter tous les magasins qui ne souhaitaient pas faire la transition. En 2022, un seul magasin porte la bannière IGA en Ontario. 

### Au Québec
Au Québec, la société Hudon et Orsali est à l’origine de la bannière depuis 1953[réf. non conforme]. En 1974, Hudon et Orsali limitée fusionne avec E.Deaudelin pour devenir Hudon et Deaudelin. C’est en 1998 que la chaîne Sobeys de la Nouvelle-Écosse acquiert le Groupe Oshawa et, par le fait même, le grossiste Hudon et Deaudelin,[réf. non conforme]. Hudon et Deaudelin devient alors Sobeys Québec Inc.[réf. non conforme]
Avec la création à partir de 2000 de plus grandes surfaces de vente (hypermarchés), réunies sous l'enseigne IGA Extra, IGA devient la première bannière de supermarchés au Québec.
IGA a une politique qui favorise la provenance des produits locaux, donc provenant du Québec, tels que l'agneau, les fraises, plusieurs fromages ou encore, sous le nom d’Écolo-sac, des sacs réutilisables et biodégradables produits au Saguenay-Lac-Saint-Jean.
Depuis 1996, IGA propose un service de cybermarché.

#### Enseignes
- IGA, pour les 194 supermarchés au Québec
- IGA Extra pour les 100 au Québec
- Les Marchés Tradition (épicerie de proximité), 75 points de ventes
- Rachelle-Béry (boutique santé), 15 magasins
- Marché Bonichoix (marché de proximité), 60 magasins
- Boni-soir (dépanneur)
- Voisin (dépanneur)

#### Marques de l’enseigne
- Compliments
- Compliments Équilibre (aliments de régime répondant à certains critères nutritionnels)
- Compliments Biologique (aliments biologiques)
- Compliments Pensons Vert (produits ménagers et de base respectueux de l’environnement)
- Compliments Sans Gluten (aliments sans gluten)
- Compliments Simple Naturellement (aliments de composition simple et naturelle)
- Panache par Compliments (aliments de haut de gamme)

#### Services présents dans tous les supermarchés
- Boucherie
- Boulangerie
- Charcuterie et Fromages fins
- Épicerie
- Prêt-À-Manger
- Poissonnerie
- Produits Laitiers
- Produits Surgelés
- Produits Biologiques (seulement dans les IGA Extra)
- Boutique santé Rachelle Béry (seulement dans les IGA Extra)
- Fruits et Légumes
- Produits Maraîchers  - Fruits et Légumes coupés
  - Dans certains magasins, les départements de la charcuterie, des fromages fins et du prêt-à-manger peuvent être fusionnés
  - Dans certains magasins, la boucherie et la poissonnerie peuvent être fusionnées.

#### Controverses
En 2013, la révélation de la politique du supermarché IGA de Saint-Lambert d'interdire à ses employés de parler en anglais provoque une polémique, largement relayée par les médias anglophones. Le franchiseur Sobeys affirme que ce n'est en aucun cas une directive de la chaîne mais un malheureux incident isolé.  La propriétaire du magasin, Louise Ménard, dénonce une erreur de son directeur, qui est suspendu de ses fonctions pour une période indéterminée.
Une enquête de Radio Canada en 2014 révèle des pratiques systématiques de réemballage des viandes, ou « remballe », notamment dans la chaîne de supermarchés IGA. Des analyses sur des morceaux de poulet ont donné des taux de bactéries de quatre à trente-cinq fois supérieures à la norme. À la suite de ces révélations, le gouvernement envisage d'instaurer une loi interdisant tout réemballage de produits frais.

#### Logos au Québec

Logo d'IGA au Québec.
Logo de IGA Extra au Québec.